# Lamprotatus bisaltes
Lamprotatus bisaltes är en stekelart som beskrevs av Walker 1842. Lamprotatus bisaltes ingår i släktet Lamprotatus och familjen puppglanssteklar. Inga underarter finns listade i Catalogue of Life.